# Murphydium
Murphydium foliatum es una especie de araña araneomorfa de la familia Linyphiidae. Es el único miembro del género monotípico Murphydium.

## Distribución
Es un endemismo de Kenia y Somalia.